# Molly Nutley
Molly Nutley (16 de marzo de 1995) es una actriz sueca.

## Biografía
Es la hija de la actriz Helena Bergström y del director de cine Colin Nutley. 
Nutley consiguió su primer papal secundario en cine en la película Så olika (2009), la cual su madre dirigió.
Pero Nutley consiguió reconocimiento en la película Änglagård – tredje gången gillt (en inglés House of Angels – Third Time Lucky), como Alice (quien es la hija del personaje principal, Fanny, interpretado por Bergström).
Nutley fue concursante en Let's Dance 2012, donde quedó en segundo lugar, detrás del futbolista Anton Hysén.